# Donna Floyd Fales
Donna Floyd Fales (* 14. Oktober 1940 in Atlanta als Donna Floyd) ist eine ehemalige US-amerikanische Tennisspielerin.

## Werdegang
Donna Floyd wurde 1940 in Atlanta im US-Bundesstaat Georgia geboren. Im Alter von 13 Jahren zog sie nach Arlington in Virginia. Während ihrer aktiven Tenniskarriere lebte sie in New York City, ab 1968 in Miami in Florida.
Im Alter von 15 Jahren gewann Floyd ihren ersten nationalen Juniorinnentitel. Bei der zweiten nationalen College-Meisterschaft im Tennis konnte sie 1959 den Einzeltitel erlangen. 1959 gewann sie zudem das Turnier in Cincinnati. Im Jahr 1962 erhielt sie den Abschluss am College of William and Mary. Im selben Jahr heiratete sie und trat später als Donna Floyd Fales bei Tennisturnieren an.
Sie spielte 1963 für das US-Team beim Wightman Cup. Später wurde sie für die US-Tennismannschaft sowohl beim Wrightman Cup als auch beim Federation Cup Teamchefin.
Im Jahr 1966 konnte Floyd bei den U.S. Championships, die später in US Open umbenannt wurden, den Titel im Mixed gewinnen. Im Finale besiegte sie gemeinsam mit ihrem Partner Owen Davidson ihre Gegner Carol Hanks Aucamp und Ed Rubinoff. Im Folgejahr erreichte sie gemeinsam mit Mary-Ann Eisel das Doppelfinale, was sie jedoch gegen die Paarung Rosie Casals und Billie Jean King verloren.
Donna Floyd Fales wurde in verschiedene Halles of Fame aufgenommen, beispielsweise die Virginia Sports Hall of Fame und die Athleten-Hall of Fame ihres ehemaligen Colleges.

## Finals bei Grand-Slam-Turnieren

### Doppel

#### Finalteilnahmen
| Nr. | Datum              | Turnier            | Belag | Partnerin      | Finalgegnerinnen              | Ergebnis      |
| --- | ------------------ | ------------------ | ----- | -------------- | ----------------------------- | ------------- |
| 1.  | 10. September 1967 | U.S. Championships | Rasen | Mary-Ann Eisel | Rosie Casals Billie Jean King | 6:4, 3:6, 4:6 |

### Mixed

#### Turniersiege
| Nr. | Datum              | Turnier            | Belag | Partner       | Finalgegner                    | Ergebnis |
| --- | ------------------ | ------------------ | ----- | ------------- | ------------------------------ | -------- |
| 1.  | 11. September 1966 | U.S. Championships | Rasen | Owen Davidson | Carol Hanks Aucamp Ed Rubinoff | 6:1, 6:3 |